# 阿特金森 (新罕布什爾州)
阿特金森（英語：Atkinson）是一個位於美國新罕布什爾州羅京安縣的鎮。

## 人口
根據2020年美國人口普查的數據，阿特金森的面積為29.40平方千米，當中陸地面積為28.90平方千米，而水域面積為0.50平方千米。當地共有人口7087人，而人口密度為每平方千米241人。